# Marian Dudziak
Marian Andrzej Dudziak (* 2. Februar 1941 in Wielichowo) ist ein ehemaliger polnischer Leichtathlet. Der 1,81 m große und in seiner Wettkampfzeit 81 kg schwere Dudziak gewann Silbermedaillen bei Olympischen Spielen und Europameisterschaften.

## Karriere
Seinen ersten Start bei großen internationalen Meisterschaften absolvierte Dudziak bei den Olympischen Spielen 1964 in Tokio. Im 100-Meter-Lauf schied er im Viertelfinale aus. Mit der polnischen 4-mal-100-Meter-Staffel erreichte er das Finale. Andrzej Zieliński, Wiesław Maniak, Marian Foik und Marian Dudziak gewannen in 39,3 Sekunden nach Zielfotoentscheid Silber vor der gleichauf liegenden französischen Staffel, lediglich die Staffel der USA war nicht erreichbar.
Bei den Europameisterschaften 1966 in Budapest siegte Dudziak im Halbfinale des 200-Meter-Laufs in 20,9 Sekunden vor dem Franzosen Roger Bambuck, im Finale konnte sich Bambuck steigern und gewann in 20,9 Sekunden vor Dudziak in 21,0 Sekunden. Im Staffelvorlauf verletzte sich der an Position 3 laufende Dudziak und musste aufgeben.
1967 trat Dudziak bei den Europäischen Hallenspielen in Prag an und wurde Fünfter im 50-Meter-Lauf. Im Jahr darauf verfehlte er in Madrid das Sprintfinale, gewann aber als Startläufer mit der polnischen 1-2-3-4-Runden-Staffel Silber hinter der Staffel aus der UdSSR. Bei den Olympischen Spielen 1968 in Mexiko-Stadt schied Dudziak über 100 Meter im Viertelfinale in 10,32 Sekunden aus. Die polnische Staffel qualifizierte sich in 38,99 Sekunden für das Finale, belegte aber in 39,22 Sekunden nur den achten und letzten Platz.
1971 bei den Europameisterschaften in Helsinki trat Dudziak noch einmal mit der Staffel an. Im Finale kamen nur fünf Staffeln in die Wertung, die Staffeln aus Frankreich und der DDR, die die Plätze 2 und 3 hinter den Tschechoslowaken belegt hatten, wurden wegen Überschreiten der Wechselmarken disqualifiziert. Davon profitierten Gerard Gramse, Tadeusz Cuch, Zenon Nowosz und Dudziak, die in 39,7 Sekunden ins Ziel kamen und dafür Silber erhielten. 1972 stand Dudziak im polnischen Aufgebot für die Olympischen Spiele in München, wurde aber nicht eingesetzt.
Dudziak gewann 1966 die polnische Landesmeisterschaft 200 Meter und 1968 über 100 Meter. Er trat während seiner Karriere für Olimpia Poznań an.
Dudziak hatte bereits während seiner Karriere sein Ingenieursstudium an der Technischen Universität Posen abgeschlossen. 1974 wurde ihm der Doktorgrad verliehen, 1990 wurde der Maschinenbauer habilitiert.